# Gmach Sądu Okręgowego przy ulicy Andrzeja w Katowicach
Gmach Sądu Okręgowego przy ulicy Andrzeja w Katowicach − zabytkowy budynek znajdujący się w Katowicach przy ulicy Andrzeja 16−18, przy skrzyżowaniu z ulicą Mikołowską.

## Historia

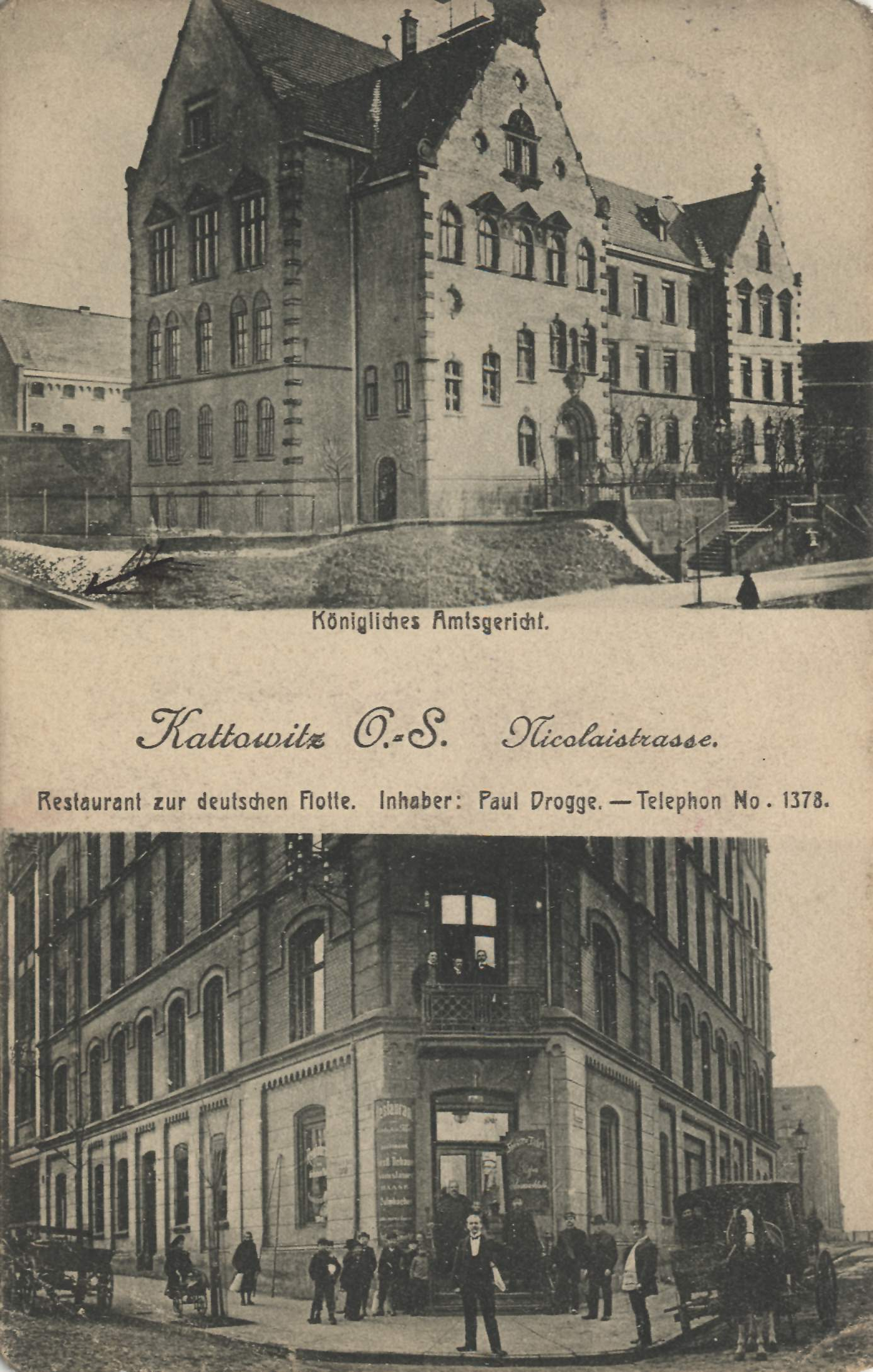
Sąd na starej pocztówce - budynek w górnej części pocztówki

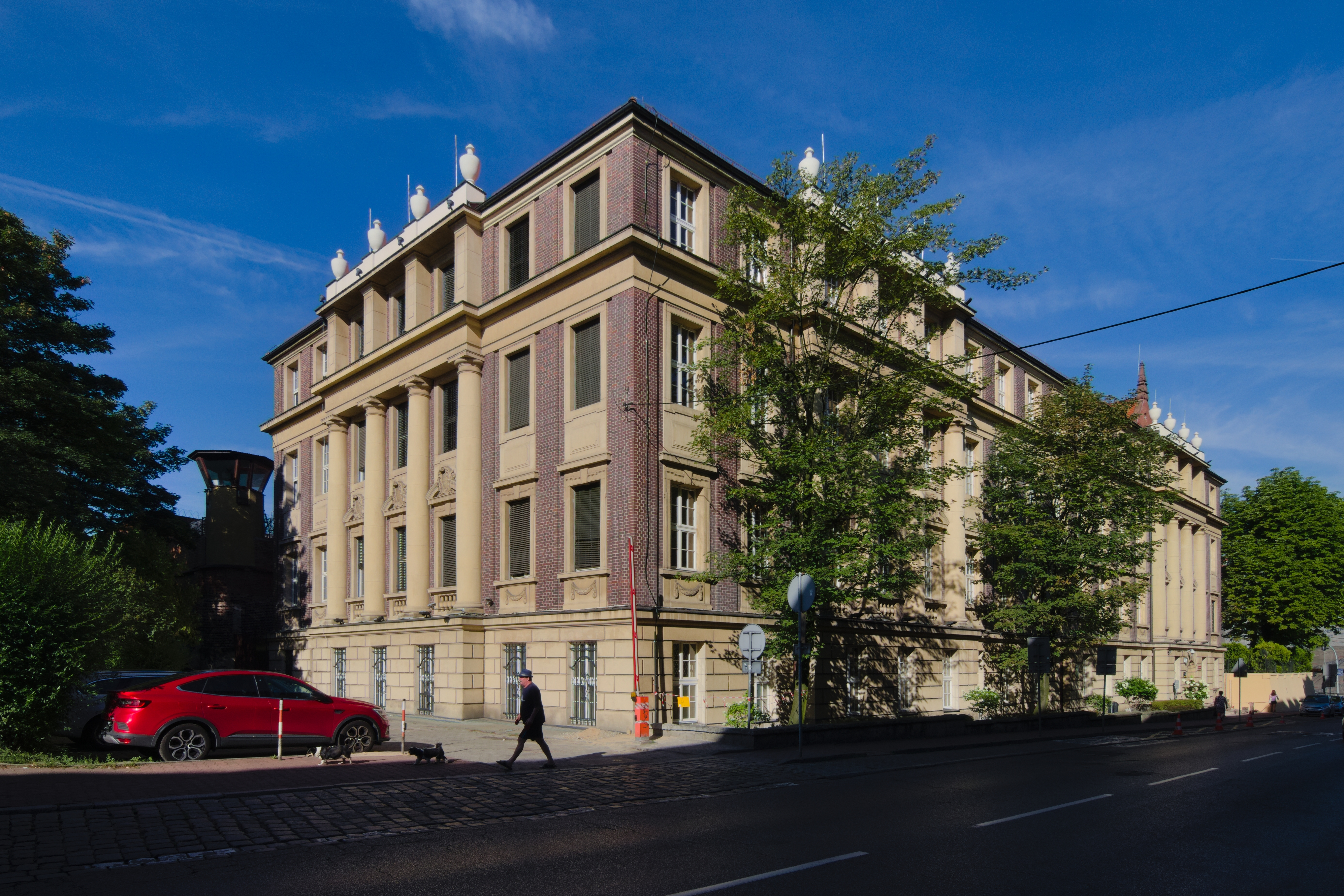
Nowsze skrzydło sądu (2022)

Gmach ten został zbudowany w 1889 na skarpie przy skrzyżowaniu dzisiejszej ulicy Andrzeja i Mikołowskiej. W budynku mieścił się Królewski Sąd Powiatowy w Katowicach. W 1913 roku dobudowano nowy budynek zaprojektowany przez architekta Müllera. Budowę wykonała firma Luisa Dame. Oba budynki stanowiły harmonijny zespół i połączono je klatką schodową. W latach 1975–1999 swą siedzibę w budynku miał Sąd Wojewódzki, a obecnie Sąd Okręgowy w Katowicach. W 1997 roku obiekt został wpisany do rejestru zabytków byłego województwa katowickiego.

## Architektura
Gmach został zbudowany w stylu neorenesansowym, na planie litery "C". Wykonany z czerwonej cegły klinkierowej, z detalami architektonicznymi z różowego piaskowca. Dach został pokryty dachówką ceramiczną. Elewacje zwieńczono trójkątnym tympanonem z obeliskiem. W 1913 roku dobudowano nowy budynek w stylu neoklasycyzmu. Fasadę budynku wykonano z cegły klinkierowej. Natomiast wystrój architektoniczny elewacji wykonano z tynku w naturalnym kolorze jasnożółtego piaskowca.